# Yeshey Gyeltshen
Yeshey Gyeltshen (sinh ngày 11 tháng 2 năm 1983) là một cầu thủ bóng đá người Bhutan, hiện tại thi đấu cho Druk Star. Anh ra mắt lần đầu cho Đội tuyển bóng đá quốc gia Bhutan năm 2009.

## Thống kê sự nghiệp

### Bàn thắng quốc tế
| 1.                                          | 8 tháng 6 năm 2008 | Sân vận động Sugathadasa, Colombo, Sri Lanka | Afghanistan | 1–3 | Thắng | 2008 SAFF C. |
| 2.                                          | 8 tháng 6 năm 2008 | Sân vận động Sugathadasa, Colombo, Sri Lanka | Afghanistan | 1–3 | Thắng | 2008 SAFF C. |
| Chính xác tính đến ngày 21 tháng 7 năm 2013 |                    |                                              |             |     |       |              |